# Donatille Mukabalisa
Donatille Mukabalisa, née le 30 juillet 1960, est une femme politique rwandaise, notamment présidente de la Chambre des députés de 2013 à 2024.

## Biographie
Elle est née le 30 juillet 1960 à Nyamata. Elle effectue des études en droit à l'université libre de Kigali. 
Elle travaille à l'Organisation mondiale de la santé à l'issue de ses études, puis, durant 16 ans, au Programme des Nations unies pour le développement. 
Donatille Mukabalisa décide de s'investir dans la politique en 2000, après le génocide et la période de transition qui a suivi puis l'arrivée de Paul Kagame à la présidence de la République. Elle a dit que les années passées dans un pays où « les droits de l'homme ont été sérieusement endommagés » l'ont décidée à lutter contre l'injustice. Elle se présente au nom du Parti libéral, qui n'est pas le parti au pouvoir, le Front patriotique rwandais, mais qui soutient pour autant Paul Kagame. Elle est élue député aux élections législatives d'octobre 2003. Elle siège à l'assemblée de 2003 à 2008, après avoir étéDe 2000 à 2003,  membre de l'Assemblée nationale de transition. De 2011 à 2013, elle est sénatrice. 
Elle revient ensuite comme député lors des élections législatives de 2013 et, candidate à la présidence de l'Assemblée malgré le peu de sièges détenus par son parti, y est plébiscitée avec 78 voix sur 80, devenant un des symboles de la parité entre hommes et femmes dans les institutions politiques rwandaises,,. Une présence féminine forte notamment au Parlement qu'elle préside avec quarante-neuf sièges sur quatre-vingts occupés par des femmes (61,3 %). Une situation imposée en partie par la nécessité après le génocide de 1994 : « A l’époque, la majorité de ceux qui avaient survécu étaient des femmes, c’est donc avec elles que le Rwanda s’est reconstruit », pour l'historienne et sociologue Assumpta Mugiraneza. Elle reste présidente de cette Assemblée jusqu'en août 2024, où Gertrude Kazarwa lui succède. Donatille Mukabalisa avait succédé à une femme comme présidente de l'Assemblée, et c'est à nouveau une femme qui lui succède à ce poste, après une dizaine d'années. 
En septembre 2024, Donatille Mukabalisa redevient sénatrice.